# Planetarium Freiburg

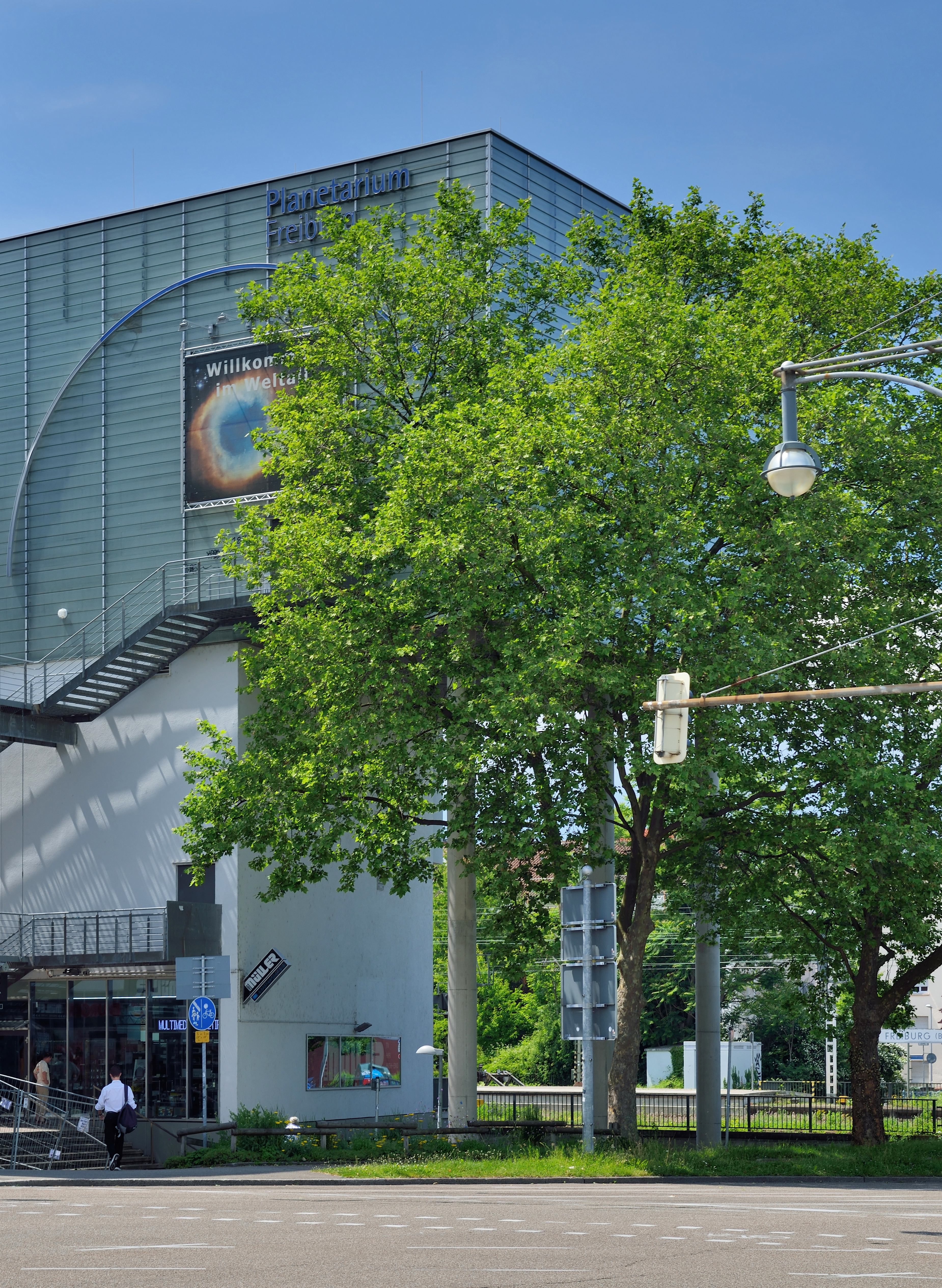
Planetarium Freiburg

Das Planetarium Freiburg ist der Nachfolgebau des am 14. März 1975 eröffneten und von Richard Fehrenbach initiierten Planetariums in der Richard-Fehrenbach-Gewerbeschule. Das heutige Planetarium befindet sich seit Dezember 2002 am Nordende des Hauptbahnhofs Freiburg, im ehemaligen Ufa-Palast, und wurde 2013 für rund 770.000 Euro renoviert und um eine weitere Fulldome-Videoprojektion ergänzt. Es ist das größte Planetarium in Südbaden.

## Technik
Die Kuppel des Freiburger Planetariums weist einen Durchmesser von 13 Metern auf. In ihrem Mittelpunkt steht der Planetariumsprojektor Starmaster des Unternehmens Carl Zeiss. Eine Fulldome-Videoanlage der Firma Sky-Skan ermöglicht eine kuppelfüllende Videoprojektion über zwei JVC Laserprojektoren. Die Darbietungen erfolgen auf einer 265 Quadratmetern umfassenden Leinwand, die als 360-Grad-Kuppel realisiert wurde. Auf 140 Sitzplätzen mit verstellbarer Rückenlehne können die Gäste Platz nehmen.